# Turdus serranus
El zorzal negro (Turdus serranus) es una especie de ave en la familia Turdidae. Habita en las selvas de montaña desde Venezuela hasta el noroeste de la Argentina.

## Características
Posee 24 cm de largo. El macho es todo de color negro lustruso con reflejos azulados. El pico y las patas son amarillas o con tonos anaranjados. La hembra es pardusca dorsalmente, con las alas oscuras, la parte ventral es más clara, con la garganta estriada de pardo.
Es similar a otras especies oscuras del género Turdus, por ejemplo Turdus chiguanco, con quien comparte el hábitat, pero el color negro lustroso, con reflejos azulados en el plumaje del macho lo distinguen. 

## Distribución
Se distribuye en selvas de montaña desde Venezuela, pasando por Colombia, Ecuador, Perú, Bolivia, hasta el noroeste de Chile y Argentina, en las provincias de: Jujuy y Salta, mientras que en Tucumán es ocasional.
También se encuentra más al centro de Argentina en las provincias de San Luis y Córdoba. 

## Taxonomía
Fue descrito originalmente por Johann Jakob von Tschudi en el año 1844 con aves procedentes del Perú.
Anteriormente era incluida en Turdus infuscatus pero es más pequeña y su canto es distinto. 

## Subespecies
Son 5 las subespecies reconocidas para este taxón:
- Turdus serranus atrosericeus (Lafresnaye, 1848) - noreste de Colombia, y norte de Venezuela.
- Turdus serranus cumanensis (Hellmayr, 1919) - noreste de Venezuela.
- Turdus serranus fuscobrunneus (Chapman, 1912) - centro y sur de Colombia, y Ecuador.
- Turdus serranus serranus Tschudi, 1844 - Perú, y Bolivia.
- Turdus serranus continoi Rosendo Fraga & Edward C. Dickinson, 2008 - noroeste de la Argentina, posiblemente también en el extremo sur de Bolivia. Anteriormente se la describió como Turdus serranus unicolor Olrog & Contino, 1970,[4] pero ese nombre no era válido.[5]